# Карибско махагоново дърво
Карибското махагоново дърво (Swietenia mahagoni) е вид растение от семейство Meliaceae. Видът е застрашен от изчезване.

## Разпространение
Разпространен е в Ангуила, Антигуа и Барбуда, Бахамски острови, Венецуела, Гваделупа, Гренада, Доминика, Доминиканска република, Кайманови острови, Колумбия, Куба, Мартиника, Монсерат, САЩ (Флорида), Свети Мартин, Сейнт Винсент и Гренадини, Сейнт Китс и Невис, Сейнт Лусия, Сен Бартелми, Тринидад и Тобаго, Търкс и Кайкос и Ямайка. Внесен е в Барбадос.